# HD1
HD1 — віддалена галактика, виявлена астрономами Токійського університету у квітні 2022 року. 
Є найвіддаленішою галактикою з відомих науці станом на квітень 2022 року. 
За даними спектроскопії її червоний зсув (z) становить 13,27, що відповідає власній відстані в 13,5 млрд світлових років
 
і власній відстані в 33,4 млрд світлових років від Землі 
. 
Науковці вважають, що галактика HD1 з'явилася через 330 млн років після Великого вибуху. 
Також була виявлена сусідня з нею галактика HD2, яка знаходиться майже так само далеко, як і HD1 
. 
В 2016 — 2022 рр найвіддаленішою з відомих галактик була GN-z11 з червоним зсувом 11,09 
. 
Згідно з думкою першовідкривачами, якщо дані спектроскопії будуть підтверджені, обидва джерела (HD1 і HD2) стануть цінним джерел знань про Всесвіт на раніше недоступних параметрах червоних зсувів 
. 
Дослідники очікують докладнішого вивчення галактики після початку роботи космічних телескопів «Джеймс Вебб», «Ненсі Грейс Роман» та GREX-PLUS 
. 
Дослідники припускають, що в галактиці HD1 можуть бути виявлені перші видимі зорі населення III, тобто перше покоління зірок після Великого вибуху 
.